# 亚马尔-涅涅茨自治区
亚马尔-涅涅茨自治区（羅馬化：Yamalo-Nenetsky avtonomny okrug；涅涅茨語：Ямалы-Ненёцие автономной ӈокрук）位於西伯利亞西北部，是俄羅斯聯邦主體之一，屬烏拉爾聯邦管區。該自治區位於烏拉爾山脈以西，西邊與涅涅茨自治區和科米共和國接壤，南邊為漢特-曼西自治區，東邊則為克拉斯諾亞爾斯克邊疆區。面積750,300 km²，人口522,904（2010年）。首府萨列哈尔德。

## 歷史
亞馬爾土地最早的住民可追溯至十一世紀的涅涅茨人和漢特人，沙皇费奥多尔·伊万诺维奇在1592年派出一支探險隊，目的是征服「偉大的鄂畢」土地。1595年建立名為歐多爾斯克的城市，即後來的薩列哈爾德，並和周圍城市建立強而有力的經濟關係，為經濟成長帶來貢獻，其中皮草貿易為國庫帶來額外收入，擴大與外國的貿易。另外，該區開起了蓬勃的皮草、北部白魚、長毛象象骨、魚膠、鳥類羽毛、樺木、船、裘皮服裝和其他商品的貿易，成為著名的歐多爾斯克市場。雖然經濟日益發展但文化卻相當的落後，新政府最初的建設為食品供應、貿易和漁業組織，社會和文化建設目標則為提高教育水平，1930年12月10日建立公立學校，戰爭結束後的幾年開始發展的交通和通訊，1949年，鐵路建設完成。
亞馬爾-涅涅茨自治區是俄羅斯經濟的骨幹，1958年夏天，薩列哈爾德創建亞馬爾-涅涅茨的地質調查探險隊，開始積極搜索該區的碳氫存量。1962年，塔茲苔原出現第一個天然氣井，今日納德姆、新烏連戈伊、諾亞布里斯克為三個世界知名的大型天然氣田。今日亞馬爾-涅涅茨自治區為穩定的發展地區，為社會和經濟發展奠定堅實的基礎，未來更有機會進行大規模的建設計畫。

## 行政區劃
亞馬爾-涅涅茨自治區由七個行政地區組成，包含7個隸屬地區的城市、9個鄉鎮、42個農村管理部門(農村地區)和103個農村居住點。
| 亞馬爾-涅涅茨自治區中的大型城市 | 人數      |
| ------------------------------- | --------- |
| 諾亞布里斯克                    | 109,000人 |
| 新烏連戈伊                      | 106,230人 |
| 納德姆                          | 46,000人  |
| 薩列哈爾德                      | 38,000人  |
| 穆拉夫連科                      | 36,000人  |
| 拉貝特南吉                      | 35,000人  |
| 古布金斯基                      | 21,300人  |

## 地理

### 氣候
境內包含北極、亞北極區和北部西西伯利亞平原三個氣候帶，永久凍土層，接近冷喀拉海，擁有豐富的海灣、河流、濕地和湖泊。擁有長達8個月漫長的冬天和短暫的夏天，風大但雪量小，磁暴頻繁，伴隨著極光。
北極地區的氣候特點是冬天漫長嚴寒，暴風雪頻繁，雨量少，夏季很短約50天。亞北極區主要是亞馬爾半島的南部，氣候屬大陸性，雨稍多，夏季約68天。大陸性氣候帶主要是西西伯利亞平原的北部針葉林，平均溫度較高，夏季天氣比較熱和潮濕，最多100天。

### 地形
主要由苔原、森林、湖泊、沼澤組成，另有部分山區，山脈主要位於西部，綿延200公里，高度可達1500米。水資源豐富多樣，包括：喀拉海的海岸，眾多的海灣、河流、湖泊、濕地和地下水。喀拉海鄂畢灣是俄羅斯北極地區最大的海灣，面積為44 000平方公里。約有30萬個湖泊，4.8萬條河流，其中最大的是鄂畢灣的河口、納德姆河和塔茲河。鄂畢河是俄羅斯最長的河流之一。湖泊多為冰川起源。地下水包括溫泉水儲量。

## 人口
根據2010年俄羅斯統計局人口資料顯示 ，亞馬爾-涅涅茨自治區的人口總數為522,904人，其中市區人數為443,043人，佔84.7%，農村人數為79,861人，佔14.4%，人口密度為 0.7人/平方公里，居民中女性佔50.4%，比男性多約4500人。近年來最大的人口增長發生在城市新烏連戈伊、諾亞布里斯克和穆拉夫連科，該區人口自然增長率平均每年為4萬人，為全國人口自然增長之地區，雖然老年人在總人口中的比例逐漸增加，但數字仍遠低於俄羅斯聯邦，目前約佔總人口的16%。

### 民族構成
目前約有20種民族居住在亞馬爾-涅涅茨自治區，多數在20世紀下半葉定居亞馬爾半島，主要與蘇聯北方土地發展有關。只有少數的民族是在太古時期就居住在亞馬爾半島北方和鄂畢河下游附近，包含漢特族、涅涅茨族、科米族和塞爾庫普族。人口組成部分，俄羅斯族人為數最多(61.7%)，其次為烏克蘭人(9.7%)、涅涅茨人(5.9%)、韃靼人(5.6%)。其他突出的族群包括白俄羅斯人(1.3%)、漢特人(1.9%)、亞塞拜然人(1.8%)、巴什基爾人(1.7%)、科米人(1%)、塞爾庫普人(0.4%)，由於該地區的石油和天然氣財富，是俄羅斯俄羅斯族人口增長的地區之一。
| 民族                                                                                         | 1939年普查 | 1939年普查 | 1959年普查 | 1959年普查 | 1970年普查 | 1970年普查 | 1979年普查 | 1979年普查 | 1989年普查 | 1989年普查 | 2002年普查 | 2002年普查 | 2010年普查1 | 2010年普查1 | 2021年普查 | 2021年普查 |
| 民族                                                                                         | Number     | %          | Number     | %          | Number     | %          | Number     | %          | Number     | %          | Number     | %          | Number      | %           | Number     | %          |
| -------------------------------------------------------------------------------------------- | ---------- | ---------- | ---------- | ---------- | ---------- | ---------- | ---------- | ---------- | ---------- | ---------- | ---------- | ---------- | ----------- | ----------- | ---------- | ---------- |
| 俄罗斯人                                                                                     | 19,308     | 42.1%      | 27,789     | 44.6%      | 37,518     | 46.9%      | 93,750     | 59.0%      | 292,808    | 59.2%      | 298,359    | 58.8%      | 312,019     | 61.7%       | 253,306    | 62.9%      |
| 乌克兰人                                                                                     | 395        | 0.9%       | 1,921      | 3.1%       | 3,026      | 3.8%       | 15,721     | 9.9%       | 85,022     | 17.2%      | 66,080     | 13.0%      | 48,985      | 9.7%        | 18.234     | 4.5%       |
| 涅涅茨人                                                                                     | 13,454     | 29.3%      | 13,977     | 22.4%      | 17,538     | 21.9%      | 17,404     | 11.0%      | 20,917     | 4.2%       | 26,435     | 5.2%       | 29,772      | 5.9%        | 35,917     | 8.9%       |
| 鞑靼人                                                                                       | 1,636      | 3.6%       | 3,952      | 6.3%       | 4,653      | 5.8%       | 8,556      | 5.4%       | 26,431     | 5.3%       | 27,734     | 5.5%       | 28,509      | 5.6%        | 18,912     | 4.7%       |
| 汉特人                                                                                       | 5,367      | 11.7%      | 5,519      | 8.9%       | 6,513      | 8.1%       | 6,466      | 4.1%       | 7,247      | 1.5%       | 8,760      | 1.7%       | 9,489       | 1.9%        | 9,985      | 2.5%       |
| 科米人                                                                                       | 4,722      | 10.3%      | 4,866      | 7.8%       | 5,445      | 6.8%       | 5,642      | 3.6%       | 6,000      | 1.2%       | 6,177      | 1.2%       | 5,141       | 1.0%        | 3,556      | 0.9%       |
| 谢尔库普人                                                                                   | 87         | 0.2%       | 1,245      | 2.0%       | 1,710      | 2.1%       | 1,611      | 1.0%       | 1,530      | 0.3%       | 1,797      | 0.4%       | 1,988       | 0.4%        | 2,001      | 0.5%       |
| 其他                                                                                         | 871        | 1.9%       | 3,065      | 4.9%       | 3,574      | 4.5%       | 9,694      | 6.1%       | 54,889     | 11.1%      | 71,664     | 14.1%      | 74,625      | 14.3%       | 70,873     | 15.1%      |
| 1 17,517人从行政数据库中登记，无法申报民族。据估计，这部分人的民族比例与申报群体的比例相同。 |            |            |            |            |            |            |            |            |            |            |            |            |             |             |            |            |

### 宗教
根據2012年的官方調查，亞馬爾-涅涅茨自治區的俄羅斯東正教人口約佔42.2%，無特定派系的基督徒佔14%，其他東正教佔1%。斯拉夫新異教和薩滿教佔1%，新教(基督教)佔1%，穆斯林大多是高加索人和韃靼人，佔總人口的18%。此外，有14%的人認為自己是自然崇拜而非宗教，8%是無神論者，0.8%為其他宗教或是未表達意見。
亞馬爾.涅涅茨地區之宗教(2012)

## 經濟
1960年代以前，天然資源的使用比例相當低，主要是作為馴鹿牧場、草地和耕地的農田、森林、毛皮、魚和水資源。農用土地很少，約為4.72萬公頃，其中耕地只有800公頃；森林覆蓋面積為1570.9萬公頃，森林覆蓋率為21.1%，低於全俄平均44.7%；木材存量為11.39億立方米，佔全俄總存量的1.6%。擁有全俄最大的鹿群，估計有70萬頭，湖泊和河流中有大量鴉巴沙魚，每年漁獲量可達11000噸。另外，該區蘊藏有色金属、黑色金属、稀有金属和褐煤，至2015年前預計每年可產出15噸黃金。
歷經長期的地質研究，才在該區發現最大的碳氫化合物礦床，天然氣和石油是亞馬爾—涅涅茨自治區最主要的天然財富，其獨特的油氣田開發是區經濟快速發展的基礎，該地區是世界上最大的天然氣區，蘊藏著40多萬億立方米天然氣，佔俄羅斯天然氣儲量的61％。自治區有一系列大型天然氣田，最大的天然氣田是梅德韋日耶、烏連戈伊和揚堡。這三個氣田的資源總儲量為12萬億立方米。其中烏連戈伊是世界上最大的天然氣田，該氣田儲量為8萬億立方米。目前石油探明儲量則為俄羅斯全國的15%。
目前該區有多達30家的石油和天然氣開採公司，主要天然氣開採公司為俄羅斯天然氣工業股份公司，約佔在該地區的天然氣生產總量的90％。主要石油開採公司為俄羅斯天然氣工業石油公司和俄羅斯石油公司。
亞馬爾-涅涅茨自治區的燃料和能源佔該區出口營業額的最大份額，主要競爭國家為荷蘭，該自治區主要進口工業產品，並引進先進設備和國內外先進技術，貨物主要來自法國、土耳其、丹麥和德國。亞馬爾-涅涅茨自治區的企業和來自世界38個國家的公司互有業務合作夥伴關係，國外主要的貿易夥伴是荷蘭、波蘭、德國、法國。對外貿易主要為貿易順差。

## 環境
涅涅茨族是該區為數最多的土著居民，一年有260天生活於冰雪之中，他們的生活和馴鹿的遷徙息息相關，是世界上仍持續著的獨特傳統旅行，馴鹿為他們提供了一切文化的基礎，包含服裝、住房、食品、運輸和身份標識。涅涅茨人每年進行游牧之旅的長度幾乎為世界之最，長達一千六百公里，耗時九個月。涅涅茨人的文化和生存環境都非常脆弱，因為他們只靠馴鹿生存。一旦當地兒童接受完教育，並且能熟練地使用涅涅茨語和俄語，他們就必須作出選擇：重返他們的游牧傳統，或是融入俄羅斯的主流。目前，尚有三分之一的涅涅茨人選擇保留傳統的游牧習俗。
除了需要面對亞馬爾半島越濕越冷的自然氣候變遷外，涅涅茨人還須面對俄羅斯天然氣工業股份公司之間的戰鬥，馴鹿牧民正努力保護他們的游牧傳統，牧民最大的恐懼不是全球氣候變化而是被擠出苔原。俄羅斯天然氣工業股份公司進入亞馬爾半島，雖為該區帶來道路、鐵路、管道等現代建設和穩定的工作機會，但同時也帶來了許多問題，包含苔原景緻被取代、涅涅茨人被迫改變生活方式、放棄游牧改為永久定居、環境汙染、馴鹿受傷受困等。

## 文化、藝術、教育
亞馬爾-涅涅茨自治區的藝術和文化相當發達，確保文化連續性的發展和服務群眾，該區大約有255個文化藝術機構，其中包括93個圖書館、19個博物館、79個文化休閒設施、40個兒童教育機構、7個公共文化機構和17個其他機構。
該區最古老的博物館擁有46000項展品，另有8個民族文化中心，致力於研究該自治區民族的文化和習俗。圖書館網絡由13個集中式圖書館系統組成，93個圖書館中包括43個城市圖書館和50個農村圖書館。其中薩列哈爾德在文化領域發展卓越，亞馬爾-涅涅茨自治區全國電子圖書館已成為該區文化中心。2005年以來，該區政府在區域文化、藝術和攝影領域進行專業獎項的比賽，成為該區的文化年度盛會。
亞馬爾—涅涅茨自治區建立多級教育和良好的系統，該區擁有超過520家教育機構，擁有124000名學生。共有26種專業的初級職業教育學校。

## 體育
健康的身體是生長在北方的主要財富，因此該地區從一開始就創造了促進健康和健身活動的條件，政府致力於推廣體育文化、運動以及健康的生活方式，運動更是所有亞馬爾人最流行的嗜好。
亞馬爾推行超過80種體育項目，並建設越來越多的國際和國內比賽場地。該區曾舉辦各式俄羅斯國內和國際錦標賽項目，包含西洋棋、舉重、空手道、古典式摔跤、越野摩托車、滑雪和雪上摩托車等，亞馬爾曾參與北極的冬季運動會。目前，該區有2個冰宮、331個體育館、23個游泳池、28個滑雪中心、15個靶場、17個運動場、129個平面的體育設施和112個體育場。滑雪中心已成為該區居民最喜愛的休閒地方。

## 參看
- 泰梅尔（多尔干-涅涅茨）自治区
- 涅涅茨自治区
- 汉特-曼西自治区